# Wolfsbrunnenbach (Lein)
Der Wolfsbrunnenbach ist ein Bach des Heuchelbergs und des Kraichgaus im Grenzbereich zwischen den Gebieten der Stadt Schwaigern im Westen und der Gemeinde Leingarten im Osten im baden-württembergischen Landkreis Heilbronn. Nach etwa 31⁄3 km langem Lauf insgesamt nach Norden mündet er am unteren Ortsrand der Kleinstadt Schwaigern von rechts in die mittlere Lein.

## Geographie

### Verlauf
Der Bachlauf des Wolfsbrunnenbachs beginnt in noch wenig in die Hochfläche des Heuchelbergs eingetiefter Talmulde, etwa 0,5 km östlich des höchsten Abschnitts der von Brackenheimer Dorf Neipperg auf der Südseite des Bergkamms nach Schwaigern herüberführenden K 2151. Der Ursprung liegt im Höhenwald am Spornansatz des Siegelsbergs auf etwa 297 m ü. NHN. Dort setzt eine der landschaftstypischen Klingen ein, die anfangs nordostwärts läuft und in welche der geschlängelt verlaufende Bach oft kein Wasser führt.
Nach über einem halben Kilometer wendet sich der im Wald verlaufende Bach nach links, an seiner Wendung läuft von Nordosten her ein kürzeres Trockental zu, das den südwestwärts auslaufenden Sporn der Harchenburg vom übrigen Heuchelbergrücken trennt; an den südexponierten Hängen des Sporns erstreckt sich nun eine kleine waldumstandene Weinbaufläche. Nach kurzem nordnordwestlichem Lauf wechselt der Bach zurück auf nordöstliche Laufrichtung, danach begrenzt er in weiterhin schlängeligem Lauf über einen Kilometer lang den sich rechtsseits erhebenden Hangwald des Heuchelbergs gegen offene, anfangs dem Weinbau dienenden, später meist beackerte Landwirtschaftsflächen zu seiner Linken.
Kurz nachdem auch rechtsseits der Wald ausgesetzt hat, schwenkt der Wolfsbrunnenbach an einer in seinem Laufknie stehenden Biogasanlage auf westnordwestlichem Lauf. Unter den Weinbergen am Leiersberg am rechten Hang setzt eine bachgeleitende Feldhecke ein. Bald biegen Bach und Tal, an dessen linkem Hang nun das Schwaigerner Industriegebiet angrenzt, nach Norden. Der Wolfsbrunnenbach fließt zwischen zwei kleinen Teichen links und rechts hindurch, um den rechten liegt in verbreitertem, von Schwarzerlen dominiertem Auwäldchen ein kleines Feuchtgebiet.
Die Begleitgalerie verengt sich gleich nach dem Teich auf eine schmale Feldhecke mit einigen Überhältern aus Ahorn- und Weidenbäumen. Jenseits einer schmalen offenen Aue stehen rechts am Hang des Kaisersbergs Feldhecken und Waldbäume.
An der dem Fluss entlang das Leintal hinabführenden L 2160 setzt die Galerie aus, der Bach unterquert nun in schneller Folge diese Landesstraße, die Kraichgaubahn und die Kernerstraße von Schwaigern. Auf deren anderer Seite fließt er auf etwa 179 m ü. NHN von rechts in die mittlere Lein ein. Gegenüber liegt, wo einst die Untere Mühle oder Freudenmühle von Schwaigern lief, das Gelände des Leintalzoos Schwaigern. Der Wolfsbrunnenbach mündet nach 3,3 km langem Lauf mit mittlerem Sohlgefälle von etwa 35 ‰ ungefähr 179 Höhenmeter unterhalb seines unsteten Waldursprungs am Siegelsberg.

### Einzugsgebiet
Der Wolfsbrunnenbach entwässert ein etwa 3,3 km² großes Einzugsgebiet, dessen Höhenlagen im Süden naturräumlich zum Unterraum Heuchelberg des Strom- und Heuchelbergs gehören, während die tieferen leinnahen Partien im Leinbachgäu genannten Teil des Unterraums Lein-Elsenz-Hügelland des Kraichgaus liegen.
Die oberen Anteile am ostnordostwärts auf die Heuchelberger Warte zulaufenden Höhenrücken des Heuchelbergs sind überwiegend mit Wald bestanden, darunter liegen im links des Laufes früheren beginnenden offenen Gebietsanteil meist Äcker und auch etliche Weinbauflächen. Linksseits grenzt das Schwaigerner Industriegebiet bis an den Unterlauf. Mal etwas rechtsseits, mal etwas linksseits des Laufes verläuft die Grenze zwischen der Stadt Schwaigern im Westen und der Gemeinde Leingarten im Osten, deren Gebietsanteil unbesiedelt ist, während im Schwaigerner südlich des Industriegebiets der Rosenberghof aus neuerer Zeit auf der westlichen Wasserscheide steht.
Reihum grenzen die Einzugsgebiete folgender Nachbargewässer an:
- Jenseits der südsüdöstlichen, auf der Heuchelberghöhe verlaufenden Wasserscheide, die auch über den mit etwas über 325 m ü. NHN[LUBW 1] höchsten Punkt auf dem Gräfenberg zieht, liegt das Quellgebiet des Katzentalbachs, der noch oberhalb der Lein in den Neckar mündet;
- im Westen fließt der Steinhäldengraben etwas aufwärts des Wolfsbrunnenbachs zur Lein;
- im Osten konkurrieren abwärtige Leinzuflüsse, flussnah im Nordosten ein nur kurzer Hangbach bei den Leingartener Riedhöfen und höher am Berg der Eichbottgraben.

### Zuflüsse, Täler und Seen
Liste einer Auswahl der Zuflüsse und  Seen von der Quelle zur Mündung. Gewässerlänge, Seefläche, Einzugsgebiet und Höhe nach den entsprechenden Layern auf der Onlinekarte der LUBW. Andere Quellen für die Angaben sind vermerkt.
- An der Südostseite des entgegen dem Heuchelberg-Hauptkamm südwestwärts ziehenden Sporns mit der ehemaligen Harchenburg entlang läuft ein etwa 0,5 km langes Tälchen mit über 0,2 km² großem Einzugsgebiet zum Wolfsbrunnenbach auf etwa 252 m ü. NHN, das wohl nur selten oder nie Wasser führt.
- (Bach im Herrenwald), von rechts und Südosten auf etwa 225 m ü. NHN, ca. 0,3 km und ca. 0,1 km². Entsteht auf etwa 273 m ü. NHN und begrenzt den Harchenburg-Sporn nach Nordosten gegen den übrigen Herrenwald.
- (Weggraben aus dem Schlätle), von rechts und Osten auf etwa 203 m ü. NHN am Linksschwenk des Wolfsbrunnenbachs und gegenüber einer Biogasanlage, über 0,2 km und ca. 0,1 km². Entsteht auf etwa 209 m ü. NHN an einer Feldweggabel.
- Am Beginn des letzten nördlichen Laufabschnitts liegen auf etwa 195–190 m ü. NHN ein Teich mit etwa 7 Ar Fläche links am Ufer nahe den Gebäuden des Industriegebietes und gleich danach ein weiterer, etwas kleinerer[LUBW 7] am rechten.

## Geologie
Der Höhenrücken des Heuchelberges an der südsüdöstlichen Wasserscheide ist eine Verebnung im Schilfsandstein (Stuttgart-Formation), darunter setzt am Hang bald der Gipskeuper (Grabfeld-Formation) ein, der im tieferen Bereich teils mit lösshaltigen Fließerden oder anderem Lösssediment aus dem Quartär überlagert ist, und in dessen Schichthöhe der Bach auch mündet. Der Bach verläuft etwa vom Zulauf des den Harchenburg-Sporn vom übrigen Heuchelbergkamm trennenden Trockentals an in einem holozänen Schwemmlandband.

## Natur und Schutzgebiete
Der untere Talgrund abwärts der Biogasanlage ist Teil des Landschaftsschutzgebietes Leintal mit Seitentälern und angrenzenden Gebieten.

## Tourismus
Der Frankenweg (Hauptwanderweg 8) des Schwäbischen Albvereins verläuft entlang der südsüdöstlichen Wasserscheide auf der Höhe des Heuchelbergskamms auf der Trasse der Heerstraße. Parallel zu ihm und etwas näher zum Wolfsbrunnenbach-Oberlauf her verläuft ein mit rotem Kreuz markierter Wanderweg desselben Vereins. Von diesem wiederum zweigt oberhalb des seitlichen Trockentals ein mit blauem Punkt markierter Wanderweg ab, der über den Harkenburgsporn ins Tal absteigt, den Bach quert und dann ins Nachbartal des Steinhäldengrabens hinüberwechselt.

## Sehenswürdigkeiten und Bauwerke
- Harchenburg

### LUBW
Amtliche Online-Gewässerkarte mit passendem Ausschnitt und den hier benutzten Layern: Lauf und Einzugsgebiet des Wolfsbrunnenbachs

Allgemeiner Einstieg ohne Voreinstellungen und Layer: Daten- und Kartendienst der Landesanstalt für Umwelt Baden-Württemberg (LUBW) (Hinweise)
1. 1 2 3 4  Höhe nach dem Höhenlinienbild auf dem Hintergrundlayer Topographische Karte.
2. ↑  Länge nach dem Layer Gewässernetz (AWGN).
3. 1 2  Einzugsgebiet abgemessen auf dem Hintergrundlayer Topographische Karte.
4. ↑  Natur teilweise nach dem Layer Geschützte Biotope.
5. ↑  Länge abgemessen auf dem Hintergrundlayer Topographische Karte.
6. ↑  Seefläche nach dem Layer Stehende Gewässer.
7. ↑  Seefläche abgemessen auf dem Hintergrundlayer Topographische Karte.
8. ↑  Schutzgebiet nach dem einschlägigen Layer.

### Andere Belege
1. ↑  Josef Schmithüsen: Geographische Landesaufnahme: Die naturräumlichen Einheiten auf Blatt 161 Karlsruhe. Bundesanstalt für Landeskunde, Bad Godesberg 1952. → Online-Karte (PDF; 5,1 MB)
2. ↑  Geologie nach den Layern zu Geologische Karte 1:50.000 auf: Mapserver des Landesamtes für Geologie, Rohstoffe und Bergbau (LGRB) (Hinweise)